# Wesmaldra
Wesmaldra is een geslacht van spinnen uit de  familie van de Prodidomidae.

## Soorten
- Wesmaldra baynesi Platnick & Baehr, 2006
- Wesmaldra bidgemia Platnick & Baehr, 2006
- Wesmaldra bromilowi Platnick & Baehr, 2006
- Wesmaldra hirsti Platnick & Baehr, 2006
- Wesmaldra kakadu Platnick & Baehr, 2006
- Wesmaldra learmonth Platnick & Baehr, 2006
- Wesmaldra napier Platnick & Baehr, 2006
- Wesmaldra nixaut Platnick & Baehr, 2006
- Wesmaldra rolfei Platnick & Baehr, 2006
- Wesmaldra splendida (Simon, 1908)
- Wesmaldra talgomine Platnick & Baehr, 2006
- Wesmaldra urawa Platnick & Baehr, 2006
- Wesmaldra waldockae Platnick & Baehr, 2006
- Wesmaldra wiluna Platnick & Baehr, 2006